# Раева, Наталья Вячеславовна
Наталья Вячеславовна Раева (род. 13 сентября 1980 года) — российская пловчиха в ластах, мастер спорта международного класса.

## Карьера
Тренировалась в Кемерово у ЗТрР Л.Э. Кравчук. Многократная чемпионка мира, Европы, России, рекордсменка мира по скоростному плаванию в ластах среди девушек и юниорок.
В сентябре 1994 года на юниорском чемпионате Европы в Венгрии первенствовала в нырянии.
В июле 1995 года на юниорском чемпионате мира в Братиславе стала чемпионкой в нырянии, плавании в ластах на дистанции 50 метров,  а также в эстафетах 4×100 и 4×200 метров. На дистанции 100 м с аквалангом завоевала бронзу.
В июле 1996 года на юниорском чемпионате Европы в Чехии первенствовала в нырянии, плавании в ластах на дистанции 50 метров, плавании с аквалангом на дистанции 100 метров, а также в эстафетах 4х100 и 4х200 метров.
На взрослом чемпионате мира в августе 1996 года стала вице-чемпионкой мира в эстафете.
В августе 1997 года на юниорском чемпионате мира в Венгрии стала чемпионкой в эстафете 4х100 метров.
В 2002 году закончила Кемеровский государственный университет (факультет физической культуры и спорта). Тренер-преподаватель по плаванию КДЮСШ «Атланта» г. Кемерово.